# Cumanayagua
Cumanayagua é um município de Cuba pertencente à província de Cienfuegos. 